# 이종상 (배우)
이종상은 대한민국의 영화배우다.

## 영화
- 1724 기방난동사건 (2008) - 양반자제 가마꾼 역
- 태극기 휘날리며 (2004) - 춤추는 아저씨 역
- 유아독존 (2002) - 쇼 매니저 역
- 4발가락 (2002) - 부하2 역
- 해적 디스코왕 되다 (2002) - 감자 역
- 교도소 월드컵 (2001) - 서울팀주장 역
- 세기말 (1999) - 양아치1 역
- 약속 (1998) - 무술연기자 역
- 창 (1997) - 오랄 요구하는 손님 역
- 넘버 3 (1997) - 얼큰 역
- 나에게 오라 (1996) - 상구 역
- 깡패수업 (1996) - 조연
- 48 + 1 (1995) - 갈비 역
- 태백산맥 (1994) - 단역
- 장미빛 인생 (1994) - 어깨들 역
- 태권 파이터 (1994) - 주발 역
- 장군의 아들 3 (1992) - 종로꼬마 역
- 비너스 여름시 (1991)
- 장군의 아들 2 (1991) - 종로꼬마 역
- 장군의 아들 (1990) - 종로꼬마 역